# 刘兵 (1958年)
刘兵（1958年—），男，中国科学史家、科学文化专家，畢業於北京大学物理系及中国科学院研究生院，目前擔任清华大学人文学院科学史系教授。著作有《克丽奥眼中的科学》，《像风一样》等。与上海交通大学江晓原教授主编《我们的科学文化》丛刊。

## 爭議
2021年10月，劉兵被前博士生龍緣之於社交媒體指控劉於擔任其指導老師時對她進行性騷擾，並表示許多女學生對劉私下感到十分害怕，暗指劉是個性騷擾女學生的慣犯。